# Иаков II (патриарх Александрийский)
Патриа́рх Иа́ков II Панко́стас (греч. Πατριάρχης Ιάκωβος Β΄ Παγκώστας, также известен по прозвищу Патмосец, греч. Πάτμιος; 1803, Патмос — 30 декабря 1865, Патмос) — Папа и Патриарх Александрийский в 1861—1865 годах.

## Биография

### Ранние годы
Родился в 1803 году на острове Патмос. Начальное и среднее образование получил в Патмиаде (Памосской академии).
В 17 лет, продолжая учёбу, принял монашество в Монастыре апостола Иоанна Богослова. Через 3 года был рукоположён во диакона и вскоре во иерея с назначением приходским священником монастыря; впоследствии переведён в церковь святителя Василия Великого.
В 1832 году переехал в Константинополь, где ему оказал покровительство Патриарх Константий I. Служил приходским священником и дидаскалом (учителем) на Фанаре.

### Митрополит
В 1842 году при патриархе Германе IV был рукоположён в митрополита Касандрийского.
Оказал помощь монахам, которые вернулись на полуостров Халкидики на подворья афонских монастырей, пострадавшие во время национально-освободительной революции 1821—1829 годов от турок. В 1836 году построил митрополичью церковь Святого Николая в Полийиросе на месте, где турки сожгли останки Святого Хараламбоса в 1821 году.
С 26 июля 1846 года — митрополит Серрский.
С 11 октября 1860 года — митрополит Кизический.

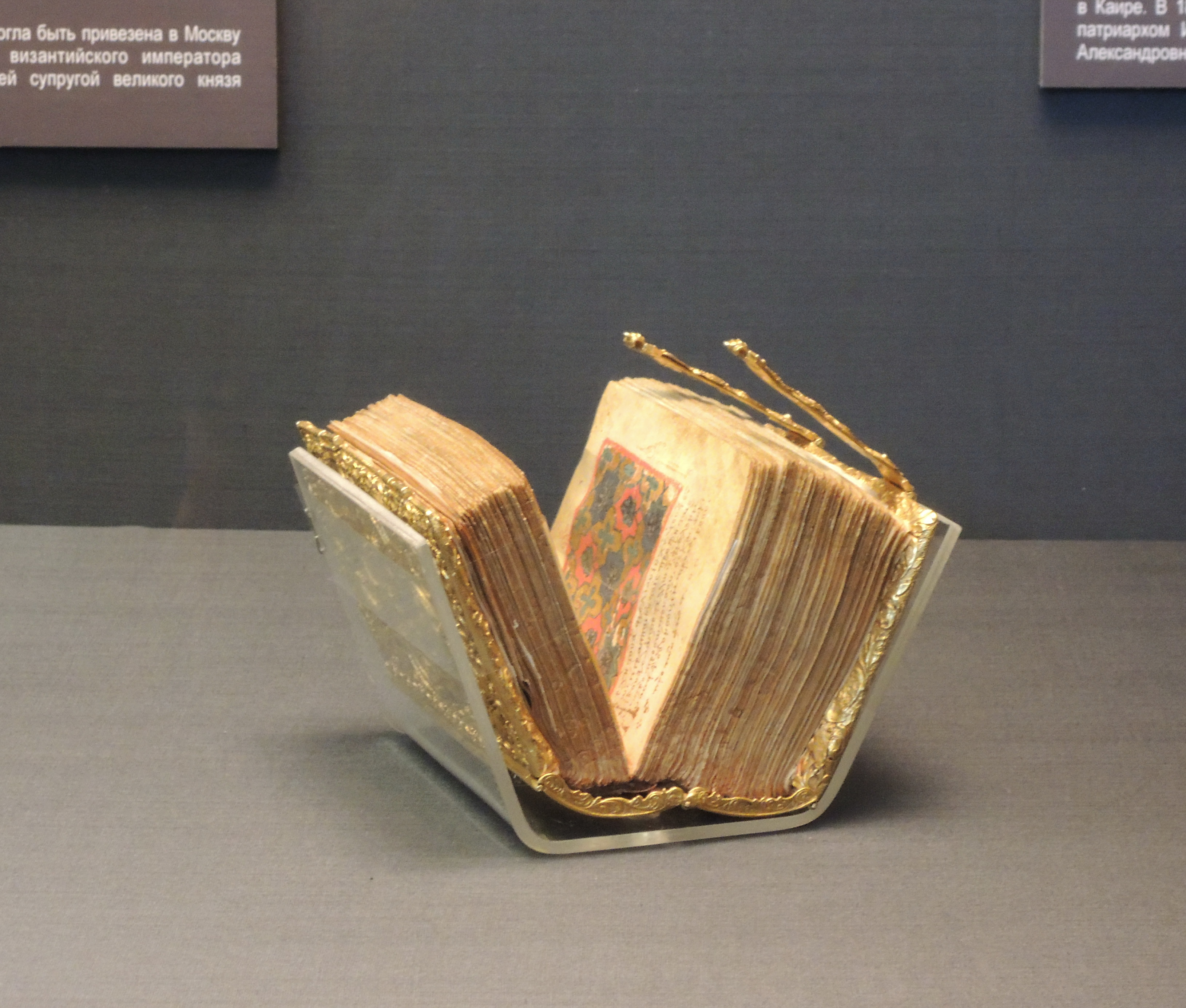
Евангелие тетр. Константинополь (?), 1271, писец — иеромонах Акакий. Оклад — Молдо-Валахия, 1716-9. Одна из первых датированных рукописей, созданных после освобождения Константинополя от латинян. Его сохранившийся золотой оклад был заказан значительно позже молдовалахийским господарем Иоанном I Маврокордатом. Затем оно оказалось в Каире. В 1862 году оно было прислано александрийским патриархом Иаковом II императрице Марии Александровне, которая высоко ценила византийские древности.

### Патриарх Александрийский
24 мая 1861 года Патриарх Каллиник вторично отрёкся от престола, и на следующий день в Константинполеполе состоялась официальная интронизация Патриарха Иакова II, о чём во избежание волнений Патриарх Иоаким II личным письмом уведомил общины Александрии и Каира, а Ииаков II отправил извещающие послания православным автокефальным Церквам.
При Патриархе Иакове II продолжился конфликт между Патриархией и проявлявшими все большую активность и влияние православными общинами Каира и Александрии, стремившимися избавиться от контроля Александрийского Патриарха, традиционно выступавшего в качестве этнарха для православных в Египте. В 1862 году Патриарх Иаков (1861—1865) предпринял попытку лишить Александрийскую общину независимости, поставив её под контроль Патриархии.
В 1862 году отменил решение своего предшественника, чем окончательно разрешил «синайский вопрос»: были отменены все ограничения, наложенные ранее на Синайское подворье, и там стали беспрепятственно совершаться богослужения с поминанием имени Александрийского Патриарха.
11 октября 1862 года прибыл в Константинополь с целью воспрепятствовать конфискации всего движимого и недвижимого имущества греческих монастырей, проводившейся румынским господарем Александром Кузой и затрагивавшей церковную собственность Александрийского Патриархата в Румынии, но его действия не имели успеха — в 1863 года вышел закон о конфискации церковного имущества, 6-я статья которого предусматривала изъятие у греческих игуменов всех украшений, книг, священных сосудов и документов на право владения монастырями, многие из которых были закрыты или перешли в юрисдикцию Румынской Церкви, провозгласившей в 1865 году автокефалию. Находясь в Константинополе, участвовал в совещании по поводу разгоревшегося там греко-болгарского церковного конфликта.
Летом 1865 года он отправился в Константинополь, а оттуда 4 декабря того же года прибыл на недолгий отдых на Патмос, где внезапно скончался 30 декабря того же года от апоплексического удара (инсульта).